# Heliga familjen (Rafael)
Heliga familjen eller Canigianimadonnan är en oljemålning av den italienske renässanskonstnären Rafael. Den målades 1505–1506 och ingår sedan 1806 i Alte Pinakotheks samlingar i München. 
Heliga familjen åsyftar vanligtvis Jesusbarnet, Jungfru Maria och Josef från Nasaret. Här avbildas också Johannes Döparen och hans mor Elisabet. Konstnären har använt sig av den vanliga pyramidformen för figurkompositionen. De två grupperna av putti i tavlans övre del övermålades på 1700-talet men togs åter fram 1983. 
Målningen tillkom under Rafaels florentinska period (1504–1508) där han verkade parallellt med högrenässansens två andra giganter: Leonardo da Vinci och Michelangelo. Den målades på beställning av köpmannen Domenico Canigiani till dennes husaltare – därav målningens alternativa namn. Cosimo III de' Medici skänkte den 1691 till Johan Vilhelm av Pfalz som residerade i Düsseldorf. Efter att Kurfurstendömet Pfalz inkorporerats i kungariket Bayern 1777 fördes stora delar av kurfurstens konstsamling till Alte Pinakothek i München. 